# Beaumont-sur-Vingeanne
Beaumont-sur-Vingeanne é uma comuna francesa na região administrativa da Borgonha-Franco-Condado, no departamento de Côte-d'Or. Estende-se por uma área de 12,06 km². Em 2010 a comuna tinha 204 habitantes (densidade: 16,9 hab./km²).